# Haploclastus cervinus
Haploclastus cervinus là một loài nhện trong họ Theraphosidae.
Loài này thuộc chi Haploclastus. Haploclastus cervinus được Eugène Simon miêu tả năm 1892.